# Dziewiąty legion (film)
Dziewiąty legion (ang. The Eagle) – dramat historyczny z 2011 roku, wyreżyserowany przez Kevina Macdonalda. Akcja rozgrywa się w Brytanii w roku 140 n.e. Film ten jest adaptacją książki napisanej przez Rosemary Sutcliff pod tym samym tytułem. 
Jest to anglo-amerykańska koprodukcja. 
Dziewiąty legion jest sequelem filmu Centurion, wyreżyserowanego przez Neila Marshalla.

## Fabuła
Marek Flawiusz Akwila (Channing Tatum), młody oficer rzymski, przybywa do Brytanii, by objąć pierwszy raz dowództwo w granicznym forcie. Pragnął przybyć na wyspę również z innego powodu. Przed wielu laty jego ojciec był dowódcą sławnego dziewiątego legionu. Pewnego dnia zostali oni wysłani w dzikie tereny Brytanii i zniknęli. Cztery tysiące żołnierzy przepadło bez śladu. A wraz z nimi ich złoty orzeł – symbol legionu, honoru, zwycięstw. Marek chce poznać prawdę na temat tych wydarzeń.
Podczas napadu na fort odnosi on wiele ran, które dyskwalifikują go z dalszej pracy w wojsku. Wyjeżdża do wuja, tam dochodzi powoli do pełni sił, ale jednocześnie nie może znaleźć sobie miejsca. Pewnego dnia – podczas walki gladiatorów – zauważa chłopaka, który walkę przegrywa, ale swoją postawą zwraca na siebie uwagę. Marek wykupuje niewolnika – Escę (Jamie Bell).
Nagle pojawia się w życiu Marka szansa na podróż, która ma na celu zbadanie losów osławionego dziewiątego legionu oraz odzyskanie orła. Po tygodniach podróży po bezdrożnej północy, Esca i Marcus spotykają Guerna, jednego z ocalałych z dziewiątego legionu. Guern wyjaśnia, że niewielka liczba dezerterów zginęła w zasadzce, a orzeł został zabrany przez Ludzi Fok. Esca i Marcus podróżują dalej, gdzie zostają znalezieni przez Ludzi Fok. Esca podaje się za syna wodza jednego z północnych plemion i twierdzi, że Marcus to jego niewolnik, dzięki czemu jest pozytywnie odebrany przez plemię. Pewnej nocy Esca pomaga swojemu panu odnaleźć orła, zabijają jednak ojca księcia plemienia.
Esca i Marcus uciekają na południe w kierunku Muru Hadriana, jednak Ludzie Fok wysyłają za nimi pościg. Marcus osłabiony przez dawne rany zwraca Esce wolność i prosi by ten zaniósł orła na terytorium rzymskie. Esca jednak zamiast uciekać, organizuje pomoc. Znajduje pozostałych ocalonych z dziewiątego legionu. Legioniści, pragnąc się zrehabilitować, przygotowują się do obrony orła. W trakcie bitwy ginie książę Ludzi Fok i wszyscy jego wojownicy, oraz większość legionistów. Marcus i Esca wracają na terytorium rzymskie, gdzie dostarczają orła do zdumionego gubernatora Londinium. 

### Alternatywne zakończenie
W alternatywnym zakończeniu wydanym na DVD, Marcus postanawia spalić orła na ołtarzu, gdzie rozegrała się ostateczna bitwa. Mówi Esce, że robi to, ponieważ orzeł należy do ludzi, którzy za niego walczyli.

## Obsada
- Channing Tatum jako Marcus Flavius Aquila
- Jamie Bell jako Esca
- Donald Sutherland jako wujek Aquila
- Mark Strong jako Guern/Lucius Caius Metellus
- Tahar Rahim jako Książę Ludzi Fok
- Denis O'Hare jako Lutorius
- Douglas Henshall jako Cradoc
- Paul Ritter jako Galba
- Dakin Matthews jako Claudius
- Pip Carter jako Tribune Placidus
- Ned Dennehy jako Przywódca Ludzi Fok
- Aladár Laklóth jako Flavius Aquila
- Julian Lewis Jones jako Cassius
- Zsolt László jako Paulus
- James Hayes jako Stephanos

## Produkcja
Zdjęcia do filmu rozpoczęły się w sierpniu 2009 roku. Fim kręcono w Achilitibuie, Glasgow, Strachur, nad jeziorem Loch Lomond, nad Zatoką Achnahaird i na archipelagu wysp Summer Isles (Szkocja, Wielka Brytania) oraz w Budapeszcie (Węgry).

## Ścieżka dźwiękowa
Kompozytorem muzyki do filmu jest Atli Örvarsson, muzykę dodatkową stworzył Dave Fleming. Do nagrania ścieżki dźwiękowej wykorzystano wiele nietypowych instrumentów, np.: harfę celtycką, dudy, antyczne rogi, piszczałki, etniczne bębny, rojok, kalukę, cymbały.
| Nr  | Tytuł                        | Długość |
| --- | ---------------------------- | ------- |
| 1.  | "Testudo"                    | 2:47    |
| 2.  | "Highlands"                  | 2:14    |
| 3.  | "The Return Of The Eagle"    | 2:58    |
| 4.  | "The Ninth Legion"           | 2:18    |
| 5.  | "North Of The Wall"          | 2:04    |
| 6.  | "Honourable Discharge"       | 2:36    |
| 7.  | "Out Swords!"                | 2:5     |
| 8.  | "May Your Souls Take Flight" | 4:10    |
| 9.  | "The Seal People"            | 2:38    |
| 10. | "Searching"                  | 3:51    |
| 11. | "Barbarians"                 | 2:45    |
| 12. | "I Will Return"              | 2:25    |
| 13. | "Better Angry Than Dead"     | 1:48    |
| 14. | "Eagle Lost, Honour Lost"    | 1:33    |
| 15. | "Fleeing The Village"        | 3:33    |
| 16. | "Edge Of The World"          | 1:53    |
| 17. | "Esca's Freedom"             | 1:42    |
| 18. | "Beyond The Territories"     | 4:33    |

## Nagrody
W 2012 Atli Örvarsson został nominowany do Edda Awards w Islandii w kategorii „Najlepsza muzyka”.